# Resolutie 993 Veiligheidsraad Verenigde Naties
Resolutie 993 van de Veiligheidsraad van de Verenigde Naties werd unaniemaangenomen op 12 mei 1995, en verlengde de UNOMIG-waarnemingsmissie in Abchazië met acht maanden.

## Achtergrond
Op de golf van opkomend onafhankelijkheidsstreven van Georgië uit de Sovjet-Unie tegen het einde van de jaren 1980, streefde de Abchazische minderheid in de Abchazische autonome republiek de onafhankelijkheid na, uit angst de autonomie in Georgië te verliezen. Het leidde tot etnische spanningen met de Georgiërs, die in Abchazië de grootste bevolkingsgroep waren.
In 1992 kwam het tot een gewapend conflict, waarbij ook Rusland betrokken raakte, dat het voor de Abchaziërs opnam. Begin 1993 braken zware gevechten uit om de Abchazische hoofdstad Soechoemi. In de zomer van 1993 werd een staakt-het-vuren afgesproken en werd de UNOMIG-waarnemingsmissie opgericht. De val van Soechoemi in september 1993 leidde tot grootschalige etnische zuiveringen tegen de Georgische gemeenschap.

## Inhoud

### Waarnemingen
De Veiligheidsraad vond dat onvoldoende vooruitgang was geboekt richting een politiek akkoord. Wel werd verder gesproken over een nieuwe grondwet voor een federaal Georgië. Alle vluchtelingen hadden het recht op veilige terugkeer. Er werd betreurd dat de autoriteiten van Abchazië die terugkeer bleven hinderen. De terugkeer van de vluchtelingen uit de regio Gali zou daar een te verwelkomen eerste stap zijn. Verder hadden de humanitaire programma's een tekort aan geld. Het gesloten staakt-het-vuren was het afgelopen jaar over het algemeen gerespecteerd. Doch was de omgeving nog steeds niet veilig, zoals de aanvallen op burgers in Gali duidelijk maakten.

### Handelingen
De Veiligheidsraad verlengde de UNOMIG-waarnemingsmissie tot 12 januari 1996. De partijen in het conflict werden opgeroepen vooruitgang te maken met de onderhandelingen. De Abchazen moesten zorgen dat de vluchtelingen sneller vrijwillig konden terugkeren. UNOMIG en de GOS-vredesmacht hadden maatregelen genomen om de veiligheidssituatie in de regio Gali hiervoor te verbeteren. Aan secretaris-generaal Boutros Boutros-Ghali werd gevraagd te bekijken hoe de naleving van de mensenrechten kon worden verbeterd. De landen werden gevraagd vrijwillig bij te dragen aan de fondsen voor de uitvoering van de gesloten akkoorden en de hulpverlening. Ten slotte werd de secretaris-generaal gevraagd om na elke drie maanden te rapporteren over de situatie in Abchazië.

## Verwante resoluties
- Resolutie 937 Veiligheidsraad Verenigde Naties (1994)
- Resolutie 971 Veiligheidsraad Verenigde Naties
- Resolutie 1036 Veiligheidsraad Verenigde Naties (1996)
- Resolutie 1065 Veiligheidsraad Verenigde Naties (1996)

Lijst ·  970 ·  971 ·  972 ·  973 ·  974 ·  975 ·  976 ·  977 ·  978 ·  979 ·  980 ·  981 ·  982 ·  983 ·  984 ·  985 ·  986 ·  987 ·  988 ·  989 ·  990 ·  991 ·  992 ·  993 ·  994 ·  995 ·  996 ·  997 ·  998 ·  999 ·  1000 ·  1001 ·  1002 ·  1003 ·  1004 ·  1005 ·  1006 ·  1007 ·  1008 ·  1009 ·  1010 ·  1011 ·  1012 ·  1013 ·  1014 ·  1015 ·  1016 ·  1017 ·  1018 ·  1019 ·  1020 ·  1021 ·  1022 ·  1023 ·  1024 ·  1025 ·  1026 ·  1027 ·  1028 ·  1029 ·  1030 ·  1031 ·  1032 ·  1033 ·  1034 ·  1035